# PSA World Tour Finals 2020/21
Die PSA World Tour Finals 2020/21 der Herren fanden vom 22. bis 27. Juni 2021 in der ägyptischen Hauptstadt Kairo statt. Die 26. Austragung des Saisonabschlussturniers war Teil der PSA World Tour 2020/21 und mit 185.000 US-Dollar dotiert. Parallel fand das Saisonabschlussturnier der Damen statt.
Vorjahressieger Marwan Elshorbagy gelangen zwar in der Vorrunde zwei Siege, dennoch erreichte er nicht die K.-o.-Phase, da sein Bruder Mohamed Elshorbagy und Mostafa Asal deutlichere Siege gelangen, die mehr Punkte einbrachten. Mohamed Elshorbagy und Asal setzten sich anschließend auch in ihren Halbfinals durch, sodass die beiden im Finale erneut aufeinander trafen. Nach 1:0-Satzführung für Elshorbagy folgten drei Satzgewinne von Asal, der das Turnier gleich bei seiner ersten Teilnahme gewann. In der Weltrangliste rückte er dadurch erstmals in die Top Ten auf Platz neun vor.

## Qualifikation und Modus
Die Gewinner aller Turniere der Kategorie PSA World Tour Platinum der Saison 2020/21 waren direkt qualifiziert. Alle Plätze, die durch mehrfache Titelträger übrig blieben, gingen an den nächsten Spieler in der Punkterangliste. Da die Weltmeisterschaften erst nach den Finals ausgetragen wurden, entfiel der direkte Qualifikationsplatz des Weltmeisters. Qualifizierte Spieler sind fett markiert.
| #  | Spieler                | Punkte | Turniere | Platinum-Siege |
| -- | ---------------------- | ------ | -------- | -------------- |
| 1  | Ali Farag              | 7.625  | 5        | 2              |
| 2  | Fares Dessouki 1       | 6.193  | 6        |                |
| 3  | Tarek Momen            | 6.110  | 6        |                |
| 4  | Paul Coll              | 5.720  | 6        |                |
| 5  | Marwan Elshorbagy      | 5.265  | 5        | 1              |
| 6  | Mohamed Elshorbagy     | 5.060  | 4        | 1              |
| 7  | Joel Makin             | 3.430  | 6        |                |
| 8  | Mostafa Asal           | 2.885  | 4        |                |
| 9  | Grégoire Marche        | 2.348  | 6        |                |
| 10 | Karim Abdel Gawad      | 2.240  | 5        |                |
| 11 | Youssef Ibrahim        | 2.065  | 5        |                |
| 12 | Grégory Gaultier       | 1.845  | 5        |                |
| 13 | Diego Elías            | 1.780  | 3        |                |
| 14 | Mazen Hesham           | 1.755  | 9        |                |
| 15 | Miguel Ángel Rodríguez | 1.750  | 4        |                |
| 16 | Mohamed Abouelghar     | 1.523  | 4        |                |

 1 Fares Dessouki sagte seine Teilnahme verletzungsbedingt ab.
Die Vorrunde wurde in zwei Gruppen mit je vier Spielern im Best-of-three-Format ausgetragen. Für einen 2:0-Sieg wurden vier Punkte, für einen 2:1-Sieg drei Punkte und für eine 1:2-Niederlage ein Punkt vergeben. Bei Punktgleichheit entschied der direkte Vergleich. Waren drei oder mehr Spieler am Ende punktgleich, zählte das Verhältnis der gewonnenen Einzelpunkte. Die Gruppensieger und -zweiten zogen ins Halbfinale ein, das ebenfalls im Best-of-three-Format gespielt wurde. Das Finale wurde über drei Gewinnsätze ausgetragen.

## Preisgelder und Weltranglistenpunkte
Bei dem Turnier wurden die folgenden Preisgelder und Weltranglistenpunkte für das Erreichen der jeweiligen Runde ausgezahlt bzw. gutgeschrieben. Die Beträge sind nicht kumulativ zu verstehen. Das Gesamtpreisgeld betrug 185.000 US-Dollar.
| Runde          | Preisgeld |
| -------------- | --------- |
| Sieg           | 52.725 $  |
| Finale         | 35.150 $  |
| Halbfinale     | 21.969 $  |
| Gruppendritter | 13.181 $  |
| Gruppenvierter | 8.788 $   |

| Runde                 | Punkte   |
| --------------------- | -------- |
| Sieg                  | + 1000 1 |
| Finale                | + 550    |
| Halbfinale            | + 200    |
| Gruppenphase pro Sieg | + 150    |

 1 Sollte der Gewinner ungeschlagen bleiben, erhält er einen Bonus von zusätzlichen 150 Punkten.

## Finalrunde

### Gruppenphase

#### Gruppe A

##### Tabelle
| Pos. | Setzliste | Spieler            | Spiele | Sätze | EP    | Punkte |
| ---- | --------- | ------------------ | ------ | ----- | ----- | ------ |
| 1    | 7         | Mostafa Asal       | 2:1    | 5:2   | 73:53 | 9      |
| 2    | 5         | Mohamed Elshorbagy | 2:1    | 5:4   | 80:87 | 7      |
| 3    | 4         | Marwan Elshorbagy  | 2:1    | 4:4   | 78:70 | 6      |
| 4    | 1         | Ali Farag          | 0:3    | 2:6   | 67:88 | 2      |

##### Ergebnisse
| Spieler            | Spieler            | Ergebnis           |
| ------------------ | ------------------ | ------------------ |
| Ali Farag          | Marwan Elshorbagy  | 12:10, 4:11, 11:13 |
| Mohamed Elshorbagy | Mostafa Asal       | 11:8, 7:11, 11:8   |
| Ali Farag          | Mohamed Elshorbagy | 8:11, 11:8, 11:13  |
| Marwan Elshorbagy  | Mostafa Asal       | 11:13, 3:11        |
| Ali Farag          | Mostafa Asal       | 4:11, 6:11         |
| Marwan Elshorbagy  | Mohamed Elshorbagy | 8:11, 11:4, 11:4   |

#### Gruppe B

##### Tabelle
| Pos. | Setzliste | Spieler         | Spiele | Sätze | EP    | Punkte |
| ---- | --------- | --------------- | ------ | ----- | ----- | ------ |
| 1    | 3         | Paul Coll       | 3:0    | 6:3   | 90:67 | 9      |
| 2    | 2         | Tarek Momen     | 2:1    | 5:3   | 85:75 | 8      |
| 3    | 8         | Grégoire Marche | 1:2    | 4:5   | 78:89 | 5      |
| 4    | 6         | Joel Makin      | 0:3    | 2:6   | 62:84 | 2      |

##### Ergebnisse
| Spieler     | Spieler         | Ergebnis           |
| ----------- | --------------- | ------------------ |
| Tarek Momen | Paul Coll       | 10:12, 11:7, 4:11  |
| Joel Makin  | Grégoire Marche | 11:8, 9:11, 3:11   |
| Paul Coll   | Joel Makin      | 6:11, 11:4, 12:10  |
| Tarek Momen | Grégoire Marche | 13:11, 11:13, 11:7 |
| Paul Coll   | Grégoire Marche | 9:11, 11:1, 11:5   |
| Tarek Momen | Joel Makin      | 14:12, 11:2        |

### Halbfinale
| Spieler      | Spieler            | Ergebnis         |
| ------------ | ------------------ | ---------------- |
| Mostafa Asal | Tarek Momen        | 11:9, 6:11, 11:4 |
| Paul Coll    | Mohamed Elshorbagy | 5:11, 11:5, 6:11 |

### Finale
| Spieler      | Spieler            | Ergebnis                |
| ------------ | ------------------ | ----------------------- |
| Mostafa Asal | Mohamed Elshorbagy | 12:14, 11:4, 11:7, 11:3 |